# Barbianello
Barbianello – miejscowość i gmina we Włoszech, w regionie Lombardia, w prowincji Pawia.
Według danych na rok 2004 gminę zamieszkiwało 816 osób, 74,2 os./km².